# 刘秉琳 (清朝)
刘秉琳（？—1882年），字崑圃，清朝湖北黄安（今湖北红安县）人。
刘秉琳是咸丰二年进士。授顺天宝坻知县。在任丘知县任上，革除任丘驿车征派，筹资招雇。他督民治蝗，惩治豪猾。同治年间，坚守县城，抗击捻军。治滹沱河，担任深州直隶州知州，筑曹马口、回水、斜角三堤。同治九年（1870年），升任正定府知府。光绪年间，升天津河间道，兼辖南运河河务。光绪四年（1878年）病休。

## 外部來源
- 《清史稿》卷四百七十九 列传二百六十六 循吏四